# (46639) 1995 BN4
1995 بي أن 4 (ويعرف أيضًا باسم (46639) 1995 بي أن 4 وفق تسمية الكوكب الصغير) (بالإنجليزية: 1995 BN4)‏ هو كويكب ضمن حزام الكويكبات؛ وترتيبه 46639 من حيث الاكتشاف.
اكتُشف هذا الجُرم الفلكي بواسطة هيروشي كانيدا في 28 يناير 1995.

## وصلات خارجية
- (46639) 1995 BN4 في قاعدة بيانات مختبر الدفع النفاث لأجرام النظام الشمسي الصغيرة

- الاكتشاف · مخطط المدار ·  العناصر المدارية · المعلمات المادية

- (46639) 1995 BN4 على موقع ويكي سكاي: DSS2, SDSS, GALEX, IRAS, Hydrogen α, X-Ray, Astrophoto, Sky Map, Articles and images